# Joseph Bernard
Joseph Bernard (Vienne (Isère), 17 de enero de 1866 - París, enero de 1931) fue un escultor francés.

## Biografía
Alumno de la Escuela de Bellas Artes de Lyon, primeramente, y de la Superior de París, más tarde, sería uno de los más eficientes y valiosos auxiliares de Rodin. No fue, por el contrario, seguidor de su estilo por dos razones: por resistirse a la condición de epígono y por estar su mentalidad a muchas leguas de la del maestro.  
Sus éxitos oficiales -una medalla en el Salón de 1893 por el modelo de La esperanza vencida, otra más en el mismo certamen de 1898 al presentar dicha obra fundida en bronce- no fueron excesivos, aparte del monumento que le fue encargado por su ciudad natal en honor del ilustre médico y heresiarca español Miguel Servet, en el lugar en que fue quemado. 

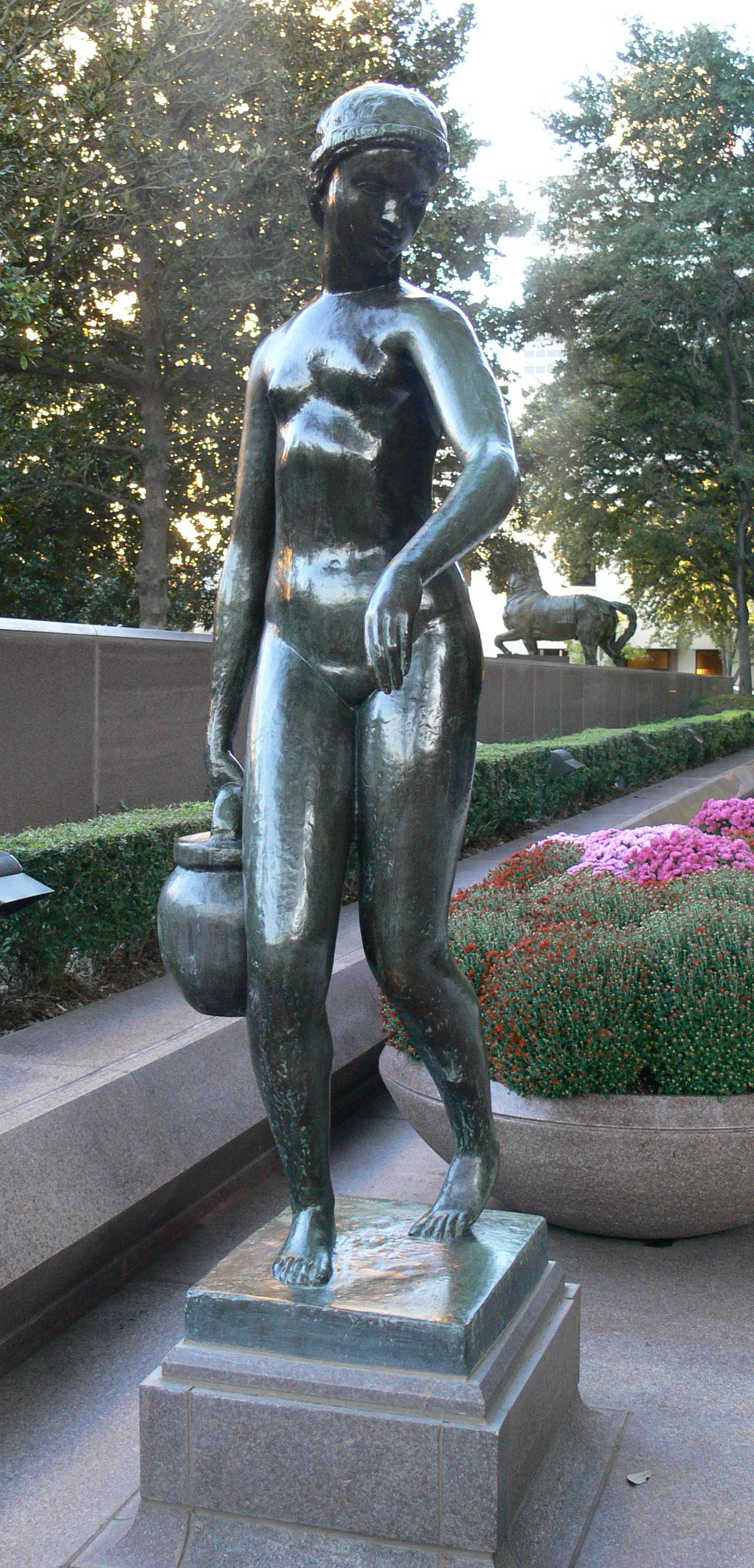
Joven llevando agua; bronce en el Trammell Crow Center Sculpture Garden

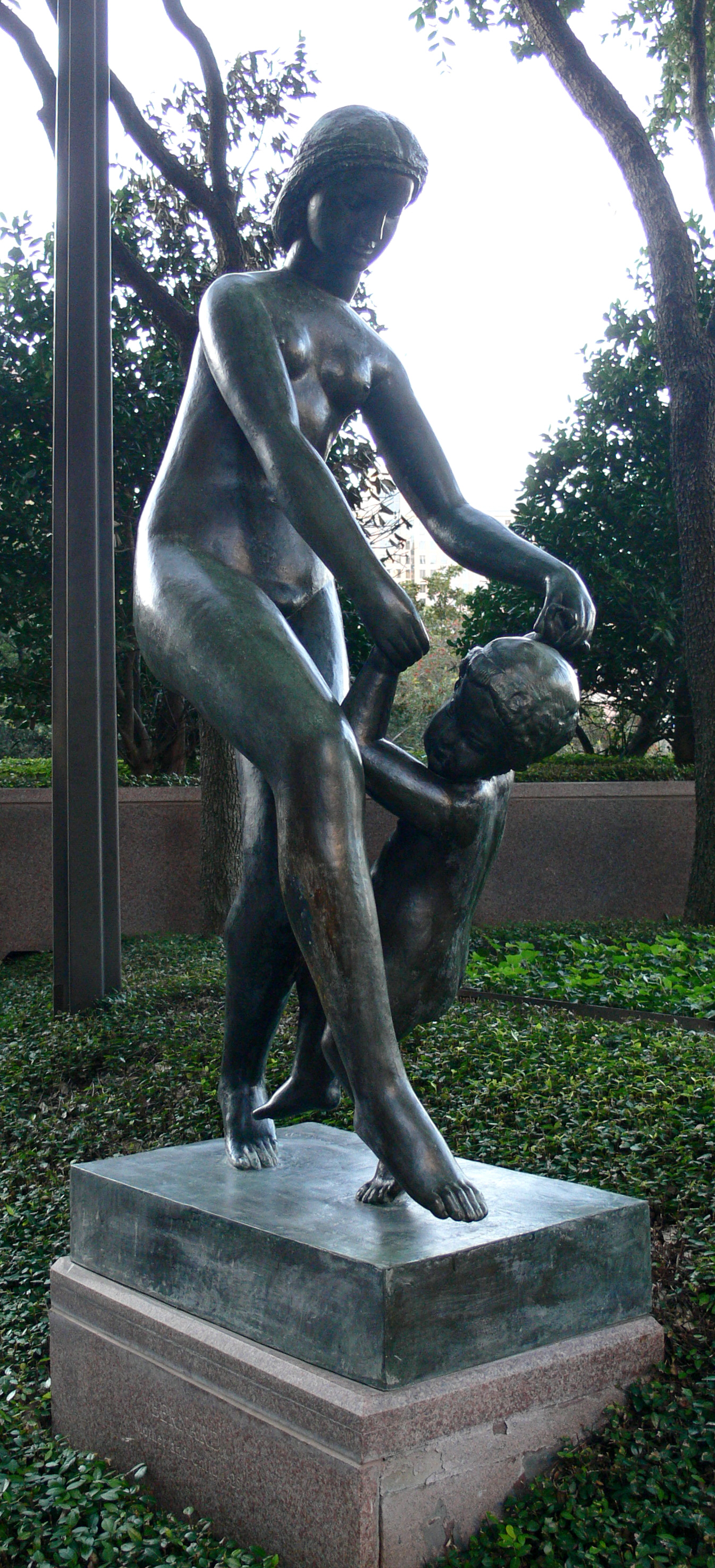
Madre e hijo; bronce en el Dallas Crow Center

Acaso el mejor momento de Bernard fue el de la Exposición de Artes Decorativas de 1925, exhibición de estilo seudomoderno muy acorde con la estética de nuestro hombre. La obra allí enviada fue el friso de la Danza, cuya parte central se conserva en el salón de sesiones de la Cámara de Comercio de París. Es bajorrelieve deliberadamente amanerado, con formas femeninas más bien pesadas, mas no exento de ritmo gracioso.  
Obra seguramente más conseguida -también más modesta y tímida- La muchacha del cántaro, en el Museo de Arte Moderno de París.  
Pero Bernard ocupa un honroso lugar en la escultura francesa entre los dos siglos a causa de su honestidad profesional, dado que nunca quiso utilizar la piedra para tallar obras que no quedaran incluidas previamente en el bloque sin labrar. Antes bien, entendía que éste había de ser respetado a toda costa, y que para articular hasta lo desmedido, si se deseaba, el más difícil proyecto, ya se contaba con el fácil auxilio de la fundición en bronce.  
Él, concretamente, por herencia de su tierra, por convicción, por afición y por entrega, fue un verdadero apasionado y un virtuoso de la talla directa en piedra, en la que desembocaban sus estudios gráficos previos, a veces tan valiosos como sus propias esculturas. Éstas, evidentemente, no soportan bien, desde su adhesión a un momento muy fijo, el paso de los años. 

Escultoras de Joseph Bernard

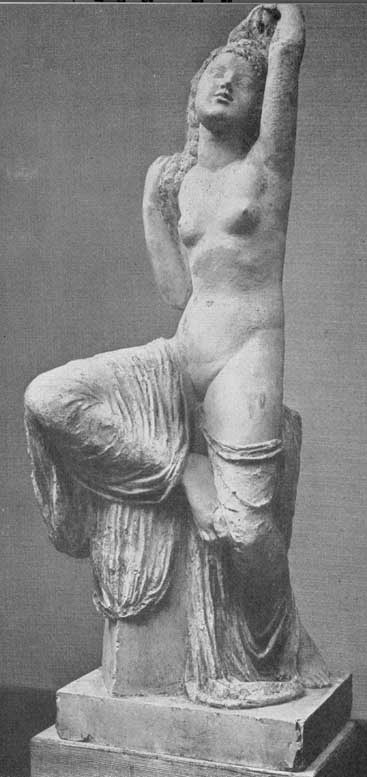
Jeune Fille se coiffant, 1912
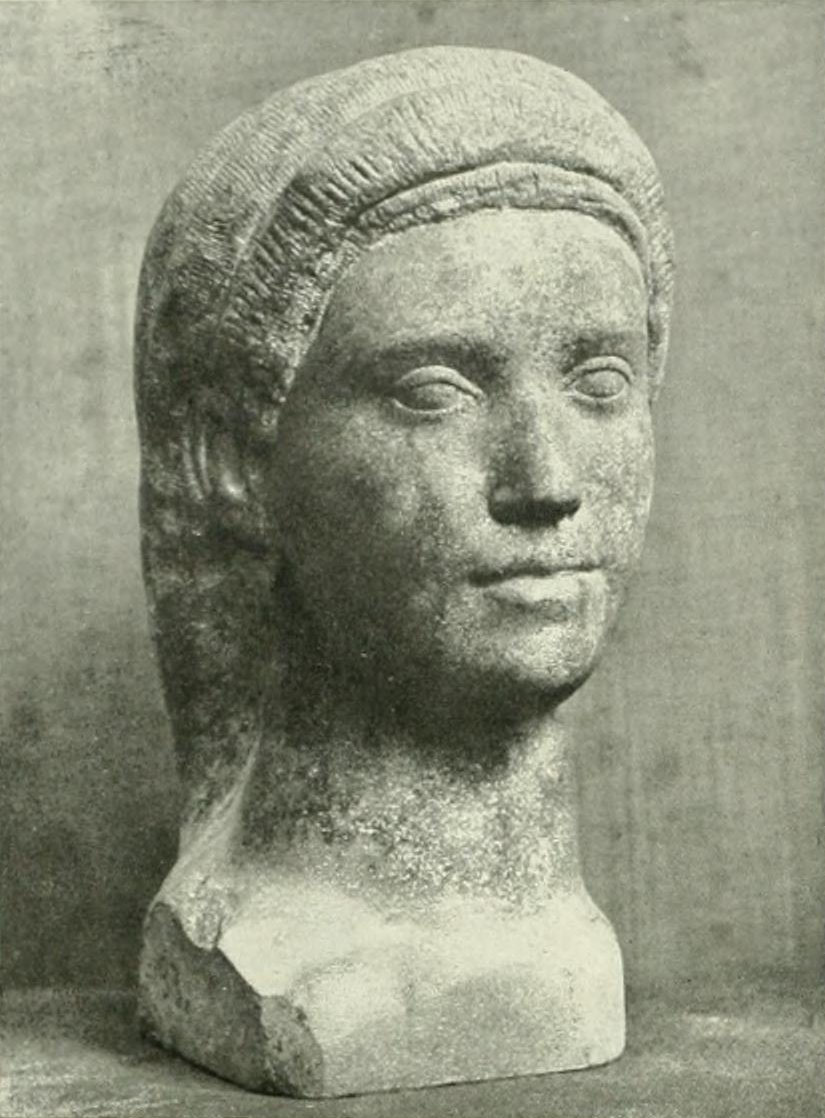
Serenite
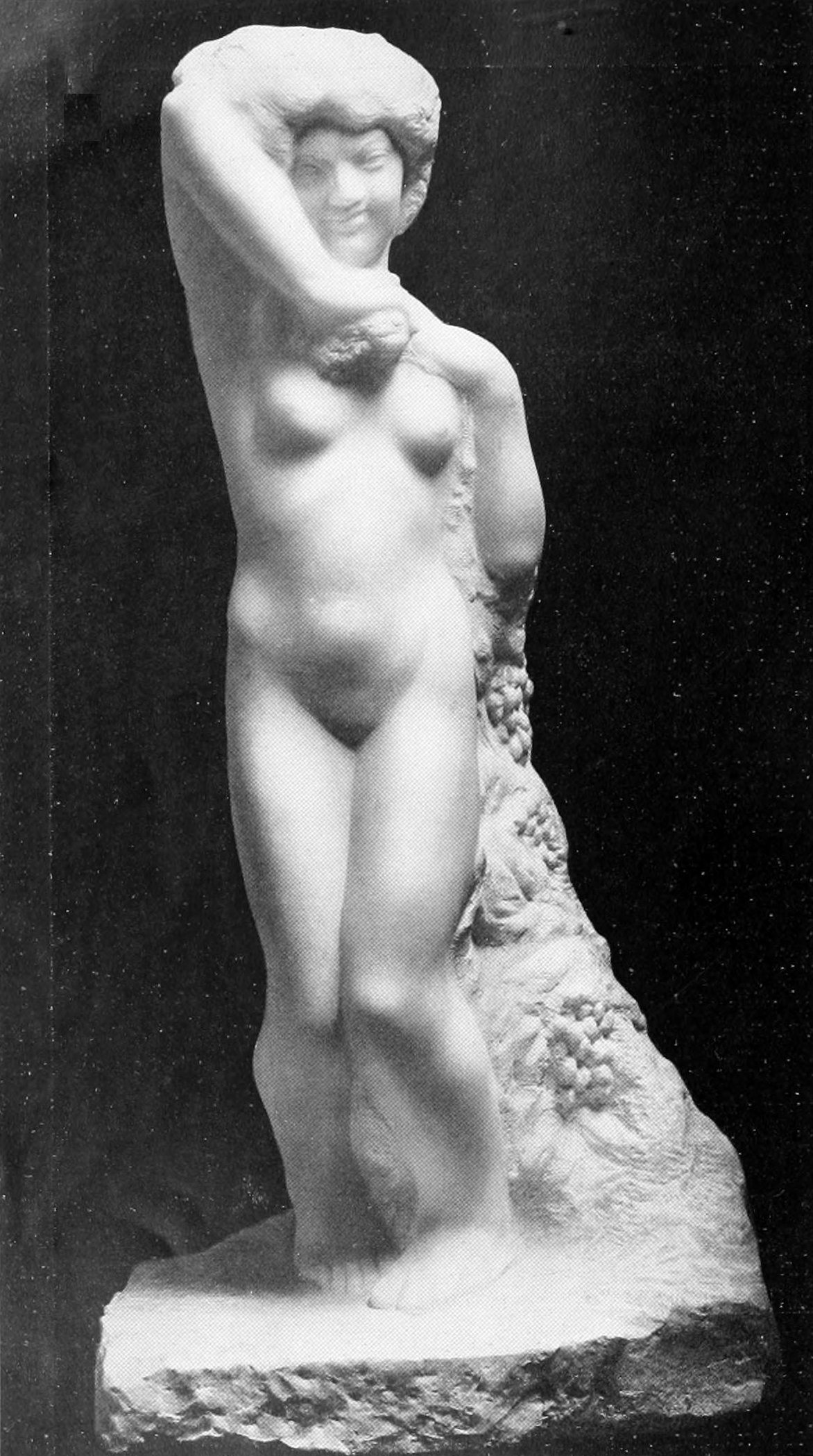
Faunesa
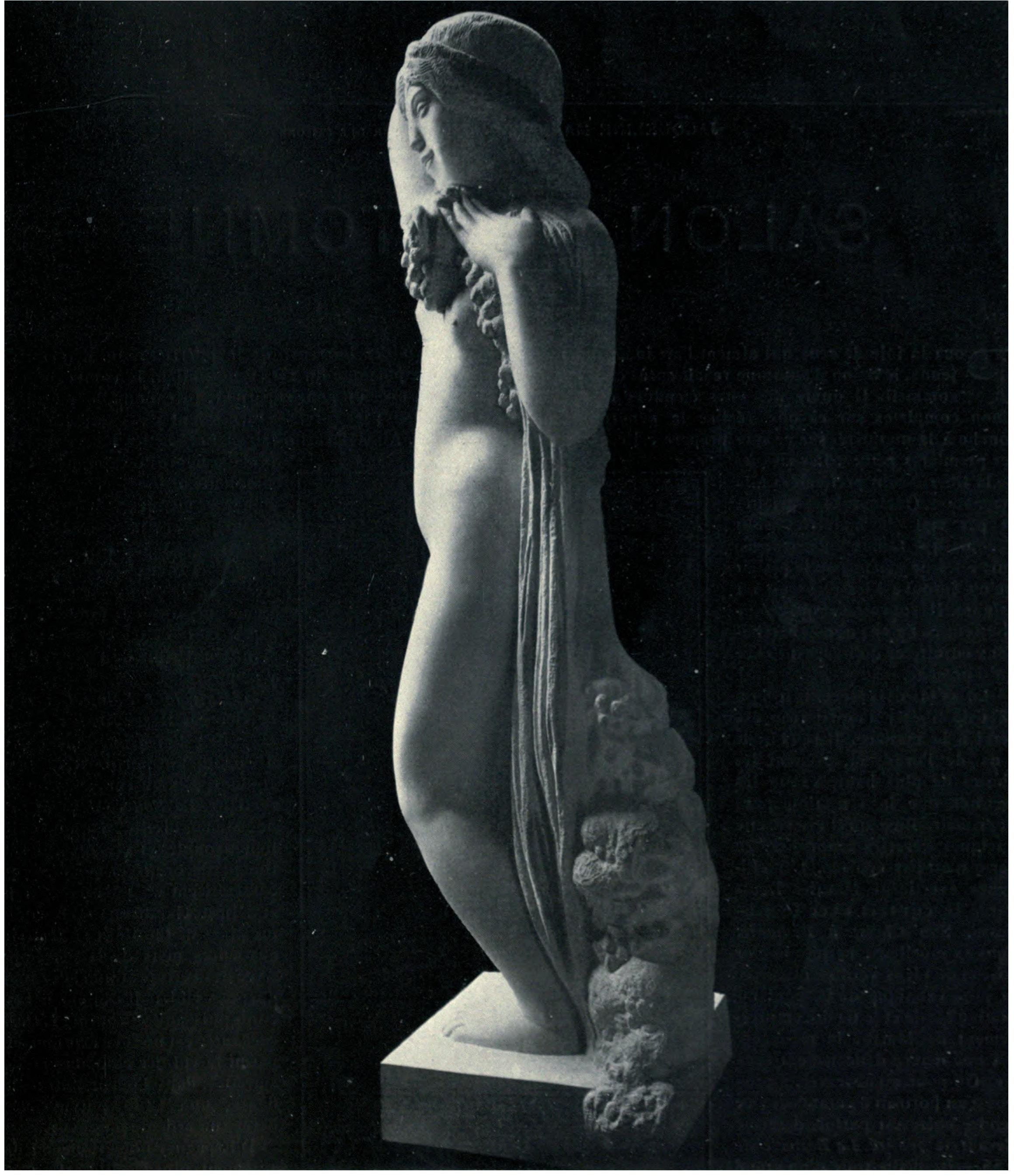
Bacante